# Indotestudo forstenii
Tartaruga de Forsten (Indotestudo forstenii) é uma espécie de tartaruga na família Testudinidae. A tartaruga de Forsten é uma das três espécies de tartaruga colocadas no gênero Indotestudo, sendo as outras a tartaruga alongada (I. elongata), e a Tartaruga Travancore ( I. travancorica ).

## Etimologia
O nome específico, forstenii, é uma homenagem ao botânico holandês Eltio Alegondas Forsten.

## Distribuição geográfica
Indotestudo forsteni pode ser encontrado na ilha Sulawesi da Indonésia, e suas ilhas próximas, como a ilha Halmahera. Em Sulawesi, pode ser encontrada nas partes central e norte da ilha.
Em Sulawesi do Norte, é encontrado no Monte Boliahutu e ao redor de  Buol, enquanto em Sulawesi Central, é encontrado em Santigi, Reserva Morowali, Palu Vale, Kulawi Vale, Vila Bora perto de Gimpu e ao longo da fronteira oeste do Parque Nacional Lore Lindu.

## Taxonomia
Indotestudo travancorica , encontrado em Western Ghats de Índia, foi anteriormente considerado um sinônimo de  Indotestudo forstenii , mas agora é tratado como uma espécie separada.

## Galeria

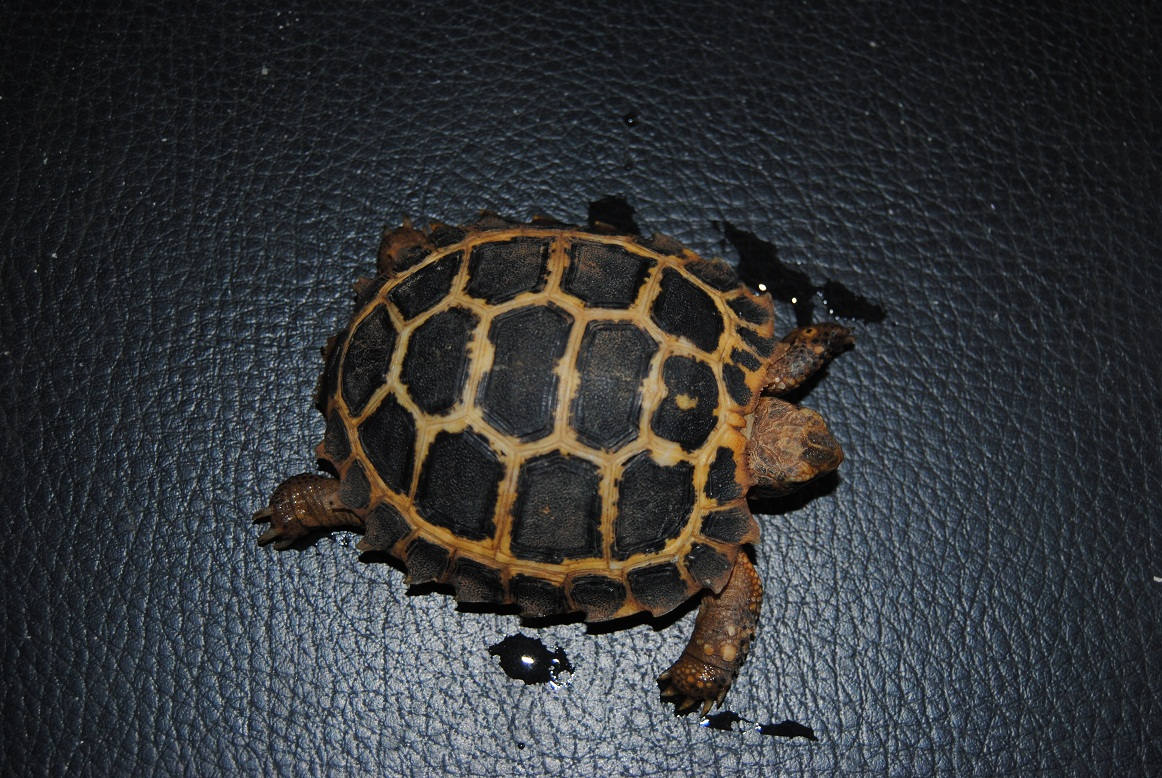
Filhote da Tartaruga de Forsten

## Leitura complementar
- Asian Turtle Trade Working Group (2000). «Indotestudo forstenii ». Lista Vermelha de Espécies Ameaçadas. 2000: e.T10825A3219524. doi:10.2305/IUCN.UK.2000.RLTS.T10825A3219524.en Database entry includes justification for why this species is endangered.
- Boulenger GA (1907). "A new tortoise from Travancore". Journal of the Bombay Natural History Society 17: 560–564.
- Iverson, John B.; Spinks, Phillip Q.; Shaffer, H. Bradley; McCord, William P.; Das, Indraneil (2001). "Phylogenetic relationships among the Asian tortoises of the genus Indotestudo (Reptilia: Testudines: Testudinidae)". Hamadryad 26 (2): 271–274.
- Pritchard, Peter C.H. (2000). "Indotestudo travancorica. A Valid Species of Tortoise?" Reptile & Amphibian Hobbyist 5 (2): 18–28.
- Radhakrishnan C (1998). "Additional record of the travancore tortoise, Indotestudo forstenii (Schlegel & Müller) (Testudinita: Reptilia) in Kerala". Cobra 34 (Oct.-Dec.): 19–20.